# Norbert Weisser

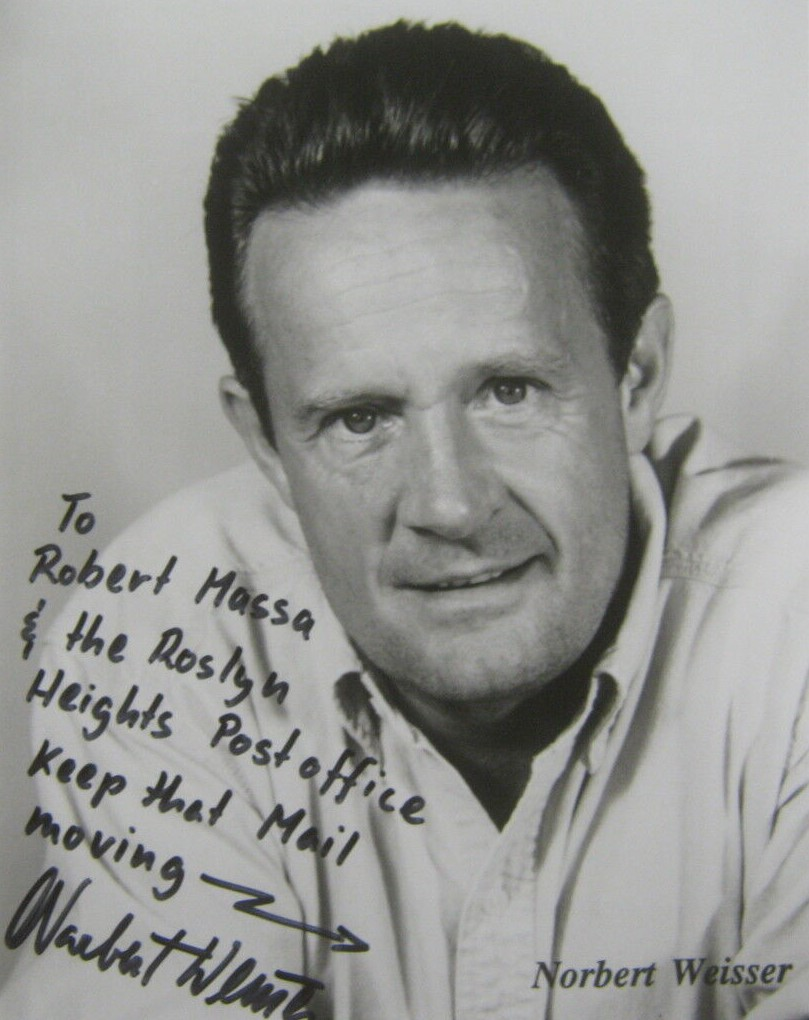
Norbert Weisser, etwa 1990

Norbert Weisser (* 9. Juli 1946 in Neu-Isenburg) ist ein deutscher Schauspieler in den USA.

## Leben
Weisser kam 1966 nach Los Angeles. Als Schauspieler war er in mehr als 70 Kino- und Fernsehfilmen zu sehen. Er arbeitete mit vielen namhaften Regisseuren wie Steven Spielberg (Schindlers Liste), Alan Parker (12 Uhr nachts – Midnight Express und The Road To Wellville), Richard Attenborough (Chaplin), John Carpenter (Das Ding) und Ron Howard (Illuminati) zusammen, übernahm aber hierbei Neben- und vor allem Kleinrollen.
Weisser gastierte in zahlreichen Theatern in ganz Amerika bis hin zum Broadway, wo er im Brooks Atkinson Theatre neben Ed Harris und Daniel Massey „Rode“ in Ronald Harwoods „Taking Sides“ spielte. 2002/2003 erhielt er eine LA-Critics-Circle-Nominierung, einen LA-Weekly- und einen Ovation Award als Bester Schauspieler für seine Darbietung in „Times Like These“ am Odyssey Theater in Los Angeles. 
Er ist Gründungsmitglied des Odyssey Theater und des Padua Hills Playwrights Festival und inszenierte Murray Mednicks „The Coyote Cycle“ in San Francisco am Magic Theater und „Heads“ in Los Angeles am Marc Taper Forums „New Works Festival.“ 
Weisser hat zwei Filme von Albert Pyun (Invasion und Cool Air) produziert. Zudem ist er in vielen seiner Filme zu sehen. Er verfasste gemeinsam mit Don Keith Opper, Murray Mednick und Thomas Morris mehrere Spielfilm-Drehbücher. Im Videospiel Wolfenstein II: The New Colossus leiht er Adolf Hitler seine Stimme. 
Weisser ist verheiratet und lebt in Venice. Sein Sohn Morgan Weisser ist ebenfalls als Schauspieler tätig.

## Filmografie (Auswahl)
- 1977: Deadly Triangle (Fernsehfilm)
- 1978: 12 Uhr nachts – Midnight Express (Midnight Express)
- 1979: Barnaby Jones (Fernsehserie, Folge 7x18)
- 1979: Lou Grant (Fernsehserie, Folge 2x22)
- 1980: Heaven’s Gate
- 1982: The Greatest American Hero (Fernsehserie, Folge 2x16)
- 1982: Das Ding aus einer anderen Welt (The Thing)
- 1982: Die Himmelhunde von Boragora (Tales of the Gold Monkey, Fernsehserie, Folge 1x01)
- 1982: Der Android (Android)
- 1983: Unheimliche Schattenlichter (Twilight Zone: The Movie)
- 1983: After MASH (Fernsehserie, Folge 1x02)
- 1984: Radioactive Dreams
- 1984: City Limits
- 1985: Knight Rider (Fernsehserie, Folge 4x09)
- 1986: Agentin mit Herz (Scarecrow and Mrs. King, Fernsehserie, Folge 3x22)
- 1986: Hunter (Fernsehserie, Folge 3x02)
- 1986: ¡Drei Amigos! (Three Amigos)
- 1987: Hetzjagd in St. Lucas (Down Twisted)
- 1987: Walker
- 1987: Süße Lügen (Sweet Lies)
- 1989: The Radicals
- 1990: Anwalt des Feindes (The Incident, Fernsehfilm)
- 1990: Das Alien vom Highway (Deceit)
- 1990: Captain America
- 1991: Kokain – Krieg um weißes Gold (Seeds of Tragedy, Fernsehfilm)
- 1991: Rocketeer (The Rocketeer)
- 1992: Belagerung ohne Gnade (In the Line of Duty: Siege at Marion, Fernsehfilm)
- 1992: Ausgerechnet Alaska (Northern Exposure, Fernsehserie, Folge 3x16 Das Versprechen)
- 1992: Chaplin
- 1993: Hocus Pocus
- 1993: Cyber World (Arcade)
- 1993: Schindlers Liste (Schindler’s List)
- 1994: Amelia Earhart – Der letzte Flug (Amelia Earhart: The Final Flight, Fernsehfilm)
- 1994: Willkommen in Wellville (The Road to Wellville)
- 1995: Heatseeker
- 1996: Lassiter – Erbarmungslos und gefährlich (Riders of the Purple Sage, Fernsehfilm)
- 1996: Ultimate Chase – Die letzte Jagd (Adrenalin: Fear the Rush)
- 1996: Nemesis 3 – Die Entscheidung (Nemesis 3: Prey Harder)
- 1996: Omega Doom
- 1996: Und tschüss! In Amerika (Fernsehfilm)
- 1996: Nemesis 4 – Engel des Todes (Nemesis 4: Death Angel)
- 1996: Deutschlandlied (Miniserie)
- 1997: Blast – Das Atlanta-Massaker (Blast)
- 1997: Aaahh!!! Monster (Aaahh!!! Real Monsters, Fernsehserie, Folge 4x09, Sprechrolle)
- 1998: From the Earth to the Moon (Miniserie, 2 Folgen)
- 2000: Pollock
- 2001: Ticker
- 2001: Alias – Die Agentin (Alias, Fernsehserie, Folge 1x05)
- 2002: The Agency – Im Fadenkreuz der C.I.A. (The Agency, Fernsehserie, Folge 1x20)
- 2004: Navy CIS (Navy NCIS, Fernsehserie, Folge 1x10 Lebendig begraben)
- 2004: Spurensuche – Umwege zur Wahrheit (Around the Bend)
- 2004: Emergency Room – Die Notaufnahme (ER, Fernsehserie, Folge 11x06 Todesstunde)
- 2005: Invasion – Angriff der Körperfresser (Infection)
- 2006: Ghost Whisperer – Stimmen aus dem Jenseits (Ghost Whisperer, Fernsehserie, Folge 2x09)
- 2008: Gemini Division (Fernsehserie, 6 Folgen)
- 2009: Illuminati (Angels & Demons)
- 2010: The Sword and the Sorcerer 2 (Tales of an Ancient Empire)
- 2012: Breaking Bad (Fernsehserie, Folge 5x02 Madrigal)
- 2014: One Weekend
- 2019: Die Geldwäscherei (The Laundromat)
- 2020: Better Call Saul (Fernsehserie, Folge 5x07 JMM)